# ماريا سوسانا كوبر
ماريا سوسانا كوبر (بالإنجليزية: Maria Susanna Cooper)‏ (1737 - 1807، فيرنون درسلي في المملكة المتحدة)؛ كاتِبة، شاعرة وروائية بريطانية.